# Oblężenie Poznania (1704)
Oblężenie Poznania miało miejsce od 14 października do 2 listopada 1704 podczas III wojny północnej (1700–1721).
W roku 1703 Szwedzi zajęli Poznań pozostawiając w nim kilkusetosobową załogę wojskową. Kilka miesięcy później król August II połączył swoje siły z oddziałami rosyjskimi i wkroczył na ziemie Wielkopolski. W tym samym czasie pod Poznań nadciągnęły wojska szwedzkie w sile 6000 ludzi. Dnia 18 sierpnia 1704 obie strony stoczyły pierwszą potyczkę, w wyniku której Szwedzi wycofali się w kierunku Torunia. Po tym sukcesie Sasi przez kilka dni niepokoili załogę szwedzką Poznania, po czym na rozkaz króla zawrócili do Warszawy. Pod miastem pozostały jedynie polskie chorągwie pospolitego ruszenia, które skutecznie blokowały miasto. Wkrótce siły te wzmocnione zostały piechotą saską generała Brandta oraz częścią piechoty moskiewskiej Jana Reinholda Patkula. Gdy we wrześniu dowodzący załogą szwedzką generał Arvid Axel Mardefelt dowiedział się o nadciągających posiłkach, które prowadził generał Johan August Meijerfeldt, postanowił zaatakować polskie oddziały. Dnia 20 września Szwedzi po krótkiej potyczce przepędzili oddział pospolitego ruszenia w Stęszewie. Cztery dni później wojsko Meijerfeldta zajęło stanowiska na przedmieściach Poznania. Tym samym siły szwedzkie w mieście osiągnęły liczbę 3000 ludzi oraz 14 armat. Gdy po paru dniach pod miastem pojawiły się wojska saskie Brandta w sile 3500 ludzi oraz 6000 ludzi Patkula, Szwedzi rozpoczęli przygotowania do obrony.
Oblężenie rozpoczęło się 14 października 1704. Oblegający zajęli stanowiska na pobliskich wzniesieniach, rozpoczynając bombardowanie miasta. Trwający kilka dni ostrzał nie przyniósł jednakże większych szkód zarówno Szwedom, jak i mieszkańcom. Do dnia 24 października atakujący próbowali utworzyć wyłom w murach. W dniach 28–29 października sprzymierzeni zasypali miasto bombami i kamieniami, kilka wypadów szwedzkich zostało powstrzymanych. Dwa dni później koło Bramy Wronieckiej powstał wyłom o szerokości 80 kroków, którego oblegający nie wykorzystali. 2 listopada w obozie sprzymierzonych zarządzono odwrót, który nastąpił w nocy. Następnego dnia triumfujący Szwedzi wyszli z miasta podejmując marsz za uchodzącym przeciwnikiem. Straty szwedzkie podczas oblężenia wyniosły 11 zabitych i 28 rannych, straty sprzymierzonych były niższe.